# Leptoteratura capreola
Leptoteratura capreola är en insektsart som först beskrevs av Ludwig Redtenbacher 1891.  Leptoteratura capreola ingår i släktet Leptoteratura och familjen vårtbitare. Inga underarter finns listade i Catalogue of Life.